# Josephus Adriaansen

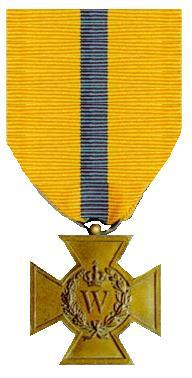
Bronzen Kruis

Josephus (Sjef) Adriaansen (Woensdrecht, 9 juni 1919 – Vught, 5 september 1944) was een Nederlandse verzetsstrijder tijdens de Tweede Wereldoorlog. Sjef Adriaansen werd in de nacht van 10 op 11 januari 1944 samen met de agent Harm Steen (1916-1944) in de omgeving van Breda, boven Noord-Brabant geparachuteerd. Hij werkte in de functie van radiotelegrafist/codist voor het Bureau Inlichtingen (BI). Zijn radiozender werd uitgepeild. Hij werd op 14 juli 1944 in Hoeven door de Sicherheitsdienst (SD) gearresteerd en op 5 september 1944 op de Fusilladeplaats in Kamp Vught gefusilleerd.

## Jeugd en opleiding
Adriaansen werd geboren in een groot, katholiek gezin en was al in zijn jeugd iemand die onrecht moeilijk kon verdragen. Hij kwam op voor klasgenoten die gepest werden of ten onrechte door de leerkracht werden gestraft. Na zijn lagere school in Woensdrecht ging hij werken als landarbeider.

## Militaire dienst
In 1939 werd Adriaansen opgeroepen voor de militaire dienst. Hij werd ingedeeld bij het Tweede Regiment Huzaren. Na de demobilisatie van de Krijgsmacht werkte hij bij de luchtbescherming op het vliegveld in Woensdrecht. In september 1940 ging hij in opleiding bij het wapen der Koninklijke Marechaussee. Na zijn plaatsing in Steenbergen en 's-Hertogenbosch werd hij in november 1941 in Bergen op Zoom tewerkgesteld.

## Engelandvaarder
Vanuit zijn sterke rechtvaardigheidsgevoel kon Adriaansen de Duitse overheersing niet verdragen. Hij zocht naar mogelijkheden om actief aan het Nederlands verzet deel te nemen. Adriaansen wilde naar Engeland uitwijken. Lange tijd zocht hij, komend uit een min of meer gesloten gemeenschap en onbekend met het reizen in het buitenland, naar contacten om naar Engeland te gaan. In februari 1942 reisde hij met nog drie reisgenoten naar het neutrale Zwitserland. Onderweg kwam hij in contact met een cadet van de KMA, samen bereikten ze Zwitserland. Na een moeizame tocht kwamen ze in de Spaanse havenplaats Cádiz aan. Ze gingen aan boord van een schip met de bestemming Zuid-Amerika. In Curaçao ging Adriaansen van boord en hij reisde door naar Canada. In Canada werd hij bij de Prinses Irene Brigade ingedeeld. In juni 1943, zestien maanden na zijn vertrek uit Nederland, kwam hij uiteindelijk met een troepentransportschip in Engeland aan. In Londen werd hij opgeleid tot agent bij het Bureau Inlichtingen (BI). Het BI werkte nauw samen met de Engelse Secret Intelligence Service (SIS). Na zijn opleiding tot radiotelegrafist/codist was hij gereed om boven bezet Nederland te worden geparachuteerd.

## Opdracht
Adriaansen was als radiotelegrafist aan de agent Harm Steen toegevoegd. De agenten dienden de basis te leggen voor de oprichting van de Zendgroep BI-Radiodienst. Steen was de organisator en de leider van de zendgroep. De radiotelegrafisten van de zendgroep zouden in de komende maanden de directe radioverbinding tussen de Raad van Verzet (RVV) en het BI en de Nederlandse regering in Londen gaan verzorgen. Adriaansen had als primaire taak om voor Harm Steen een radiocontact met het BI in Londen te onderhouden. Daarnaast diende hij de ontvangst van de radiotelegrafisten, die ten behoeve van de zendgroep door het BI boven bezet Nederland werden geparachuteerd, voor te bereiden. De radiotelegrafisten van de zendgroep zouden zich voornamelijk met spionage bezig gaan houden. Daarom dienden ze via de RVV en de daarmee samenwerkende verzetsorganisaties economische en militaire inlichtingen te verzamelen.

## Plaats van tewerkstelling
Adriaansen werd in de nacht van 10 op 11 januari 1944 samen met de agent Harm Steen (1916-1944) in de omgeving van Breda, boven Noord-Brabant geparachuteerd. Het eerste aanloopadres dat de agenten na hun landing bezochten was bij de "Spartanen" in Princenhage. Het aanloopadres was de rijwiel- en motorfietsenhandel Gebroeders (Henk en Rinus) van Nunen. Het bedrijf was herkenbaar aan een uithangbord dat aan de voorpui hing. Het was een reclamebord van het merk "Sparta". Zowel de schuilnaam van de contactpersoon als het wachtwoord om bij de familie binnen te kunnen komen was "Spartanen".
Na de landing begaven de agenten zich naar Princenhage. De tocht naar Princenhage was niet zonder risico. Hun aanhouding kon tot een verdenking van bankroof leiden. Steen had een microfoto, die in een lusje van zijn broek was ingenaaid, met daarin een kredietfinanciering van tien miljoen gulden bij zich. De kredietfinanciering moest hij afgeven bij Walraven van Hall in Amsterdam. Van Hall was de tussenpersoon tussen de hulporganisaties. Hij had de taak om de door de Nederlandse regering in Londen beschikbaar gestelde fondsen tussen de Landelijke Organisatie voor Hulp aan Onderduikers (LO) en het Nationaal Steun Fonds (NSF) en de daarmee samenwerkende hulporganisaties te verdelen. Daarnaast hadden ze in een gordel honderddertigduizend gulden uit Londen meegekregen. Een bedrag van honderdduizend gulden was bestemd voor de RVV. Het restant was bestemd als kosten van levensonderhoud voor de agenten van de zendgroep.
Na zijn aankomst bij de "Spartanen" reisde Steen door naar zijn contactpersonen in Zaandam en Amsterdam. In Zaandam woonde Hein Optenvelde, de contactpersoon van de RVV ,en Walraven van Hall was werkzaam in Amsterdam. Adriaansen bleef in Princenhage achter. In de korenmolen 'De Hoop' van de molenaar Petrus Bartholomeus van der Reijt richtte Adriaansen een seinpost in. Adriaansen bereidde de ontvangst van het volgende koppel agenten voor. Vanuit de molen bracht hij het radiocontact met het BI in Londen tot stand. Tijdens de radiocontacten met het BI maakte Adriaansen gebruik van de codenaam; Leonards, Willem Bogers en Witte Beeren. Tijdens zijn contacten in "het veld" gebruikte hij de schuilnamen; J. Bastiaanse. Daarnaast werd ook een seinpost ingericht in het "patronaatsgebouw" in Princenhage. Deze locatie op de zolder was zeer geschikt omdat de Duitsers beneden regelmatig feesten gaven onder in dit gebouw. Dan viel het niet op dat er werd gezonden.
Zo is van daaruit het bombardement op Gilze-Rijen aangevraagd. Dat heeft op 3 september 1944 plaatsgevonden, waarbij vele Duitse vliegtuigen werden vernietigd en tevens de verdediging van dit vliegveld danig werd verzwakt. Dat was belangrijk omdat de geallieerden al dicht bij de grens van Nederland kwamen.
En zo konden de Duitsers geen ondersteuning geven aan hun companen bij de inname van Walcheren.
Toen de tijd rijp was, bracht Adriaansen de radiozendontvanger van Steen naar Zaandam. Tevens werd aan Steen een zendplan en een code overhandigd. Met de code en het zendplan waren Steen en zijn contactman Optenvelde in staat om ten behoeve van de RVV berichten door te seinen naar het BI en de Nederlandse regering in Londen. In Zaandam in de werkplaats van het radiotechnisch bedrijf van Optenvelde werd een seinpost ingericht.
Adriaansen keerde naar Princenhage terug om van daaruit zijn werkzaamheden als radiotelegrafist voort te zetten. Hij had vanuit de molen in Princenhage een goed zendcontact met het BI in Londen. In het begin van februari 1944 ontving hij van het BI het bericht dat de Zendgroep Barbara grotendeels door de SD was opgerold. Alleen de agent Jan Hendrik Diesfeldt was nog actief. In de daaropvolgende weken voerde Steen samen met Adriaansen hun opdrachten met succes uit.

### Andries Ausems (1904-1955) en Jacques van Loon (1919)
Het volgende koppel agenten dat boven bezet Nederland werd geparachuteerd waren de agenten Andreas Wilhelmus Maria Ausems (1904-1955) en Jacobus Eugène van Loon (1919). Ze werden in de nacht van 29 februari op 1 maart 1944 in de omgeving van Rijsbergen, boven Noord-Brabant geparachuteerd. Hun eerste onderduikadres was bij de "Spartanen" in Princenhage. Ausems was de organisator. Hij was een regeringsvertegenwoordiger met volmachten. Meteen na zijn aankomst begaf hij zich via Goirle naar zijn contactadres in Zaandam. Jaques van Loon was radiotelegrafist en codist. Hij bleef in Princenhage achter. Hij was een goede vriend van Adriaansen. Adriaansen en Van Loon gingen nauw met elkaar samenwerken.

### De arrestatie van Harm Steen (1916-1944)
De eerste tegenslag die de agenten te verwerken kregen was de arrestatie van Steen. In de namiddag van 2 maart 1944 reisde Ausems naar Optenvelde in Zaandam. Optenvelde was de contactpersoon van de RVV. Diezelfde middag deed de Sicherheitsdienst (SD) een inval in het radiotechnisch bedrijf van Optenvelde. Steen en Optenvelde werden door de SD gearresteerd. Steen had op het onderduikadres bij Optenvelde zes weken doorgebracht. Zijn radiozender was uitgepeild. Zijn verblijf in Zaandam was verraden. Toen Ausems het bedrijf van Optenvelde bereikte en hij door de half geopende deur de gang in liep keek hij in de loop van een dienstpistool. Hij werd afgeklopt op wapenbezit. Hij werd gefouilleerd en zijn bagage werd onderzocht. Door gebrek aan bewijs werd hij in vrijheid gesteld. Ausems dook onder bij zijn broer in Goirle. Van daaruit kwam hij naar Princenhage fietsen om contact te onderhouden met de agenten in Princenhage. Door de arrestatie van Steen nam Ausems tijdelijk de leiding over de zendgroep over. Op 4 maart 1944 stelde hij Adriaansen en Van Loon onder zijn bevel. Hij liet Adriaansen een bericht naar het BI in Londen versturen waarin hij melding maakte van het feit dat hij door de SD was aangehouden. Ausems had enige weken zijn handen vol aan de organisatie en de beveiliging van de zendgroep. Steen werd door de SD gearresteerd. Op 5 september 1944 werd Steen op de Fusilladeplaats in het Kamp Vught gefusilleerd. Optenvelde werd eveneens gevangengenomen. Hij stierf in het concentratiekamp.
In Princenhage was de molenaar Van der Reijt, Adriaansen en Van Loon op alle mogelijke manieren behulpzaam. Adriaansen dook bij de molenaar onder. Uit veiligheidsoverwegingen namen Adriaansen en Van Loon het besluit om zo weinig mogelijk vanuit de molen en het huis van de "Spartanen" te seinen. Ze verplaatsten hun seinpost naar een schoolgebouw en het patronaatsgebouw in Princenhage. Daarna verplaatsten ze zich in Noord-Brabant van seinpost naar seinpost. In het voorjaar en de zomer van 1944 richtten ze in totaal zeventien seinposten in.

### Jan Faber (1917-2001) en Herman Leus (1917-1945)
Het volgende koppel agenten dat door Adriaansen en Van Loon op het onderduikadres bij de "Spartanen" in Princenhage werd opgevangen waren de agenten Jan Faber (1917-2001) en Herman Leus (1917-1945). De twee agenten werden in de nacht van 10 op 11 april 1944 in de omgeving van Tiel, boven Gelderland geparachuteerd. Na enige dagen voorbereiding in Noord-Brabant gingen ze aan het werk. Faber volgde Steen op als contactpersoon tussen het BI en de RVV en de daarmee samenwerkende illegale organisaties. De Zendgroep BI-Radiodienst kwam onder de leiding van Faber te staan. Om contact te houden met de leiders van de RVV reisde Faber regelmatig naar het westen van het land.

### Jan de Bloois (1916-1944)
Om de radiotelegrafisten van de zendgroep te ondersteunen werd de radiotelegrafist Jan de Bloois (1916-1944) in de nacht van 7 op 8 mei 1944 in de omgeving van Rijsbergen, boven Noord-Brabant geparachuteerd. Adriaansen en Van Loon vingen De Bloois in Princenhage op. Ook Leus ging samenwerken met het drietal. Hij was bevriend met Adriaansen, Van Loon en De Bloois. De Zendgroep BI-Radiodienst was compleet. Daarna werd het aanloopadres bij de "Spartanen" in Princenhage niet meer gebruikt. De agenten van de zendgroep werden ondersteund door marconisten van de Radiodienst van de Raad van Verzet. Adriaansen, Van Loon, De Bloois en Leus richtten in het gebied tussen Breda, Bergen op Zoom en Rotterdam diverse seinposten in. Met zijn vieren vormden ze onder de leiding van Faber een even hechte groep als de Zendgroep Barbara onder de leiding van de agent Garrelt van Borssum Buisman was geweest.

## Een golf van arrestaties
Om zichzelf niet in gevaar te brengen veranderden de radiotelegrafisten steeds van seinadres. Kapelaan Alfred Verhaegen te Hoeven had zijn pastorie als radiopost aan Adriaansen ter beschikking gesteld. Toch kon Adriaansen niet voorkomen dat zijn radiozender op 14 juli 1944 werd uitgepeild. Bij zijn arrestatie verzette Adriaansen zich en hij probeerde zelfmoord te plegen. Hij schoot zich in zijn kaak. Adriaansen werd samen met Verhaegen gearresteerd en vastgezet in het gebouw van de Koninklijke Militaire Academie in Breda. Ze werden voor verhoor overgebracht naar de SD-Polizeigefängnis in Haaren, waar beiden uiteindelijk de doodstraf opgelegd kregen. Adriaansen werd op 5 september 1944 op de Fusilladeplaats in Kamp Vught gefusilleerd.
Na de arrestatie van Adriaansen volgde een inval in de molen van de molenaar Frans van der Reijt. Ook bij de "Spartanen" viel de SD binnen. Van der Reijt probeerde te vluchten. Op de vlucht werd hij in zijn been geschoten. Hij werd door de SD gearresteerd. Daarna werd hij naar Sachsenhausen afgevoerd. Op 31 december 1944 kwam hij in de steenfabriek  Klinkerwerk Oranienburg te overlijden. De "Spartanen" zagen kans om te vluchten. Ze kwamen met de schrik vrij. Van Loon bevond zich in Princenhage op zijn onderduikadres bij de plaatselijke kruidenier. Toen hij van de arrestaties hoorde dook Van Loon bij kennissen in Bergen op Zoom onder.
Herman Leus verlegde zijn werkterrein via Langbroek naar Ermelo. Medio december 1944 werd hij door de SD gearresteerd. Op 8 maart 1945 werd Leus bij de "Woeste Hoeve" in Apeldoorn gefusilleerd. Jan de Bloois werd op 30 december 1944 in Langbroek op de vlucht door de SD doodgeschoten. Jan Faber en Andries Ausems bleven tot aan het einde van de oorlog voor de RVV werkzaam.

## Eerbetoon
Op het Monument op de Fusilladeplaats, in het Kamp Vught, is de naam van Josephus Adriaansen aangebracht.

## Onderscheidingen
Bronzen Kruis KB nr.33 van 2 mei 1953 (postuum). 

 Kruis van Verdienste 